# 도농복합시
도농복합시(都農複合市) 또는 도농통합시(都農統合市)란 도시(동) 지역과 농촌(읍, 면) 지역이 통합된 형태의 시를 말한다.
대한민국에서는 1995년 지방자치 시행으로 인해 시(市)와 주변 군(郡)이 통합하면서 많은 도농복합시가 탄생하였다. 군(郡)이 시(市)로 승격하는 경우에는, 군에서 도시화된 읍(邑) 또는 면의 리(里)가 동(洞)으로 바뀐다. 일반적으로 시내 동 지역이 시청 소재지가 되며, 시의 도심 역할을 한다.

## 역사

### 도입 경위
조선총독부는 대한제국 시절 기존의 공동체를 해체하고 일본의 지방 제도를 조선지역에 도입하기 위해 행정 구역을 개편, 일본의 기초지방자치단체인 시정촌에 대응하는 행정 기관으로 부(府, 일본의 시에 해당), 읍(邑, 일본의 정에 해당), 면(面, 일본의 촌에 해당)이 설치되었다. 부는 1914년 4월 1일에, 읍면은 1931년 4월 1일에, 도는 1933년 4월 1일에 각각 법인격이 부여된 지방자치단체가 되어 지방 의회가 구성되었다. 이렇게 도를 광역자치단체로, 부읍면을 기초자치단체로하는 행정 체계가 완성되었는데, 반면 대한제국 시기까지 지방 제도의 기초단위였던 군은 법인격이 부여되지 않고, 역할도 축소되어 읍면의 사무를 감독하고 지원하는 행정 기관이 되었다. 다만 1921년에 군제폐지법을 공포, 1923년에 군회(군의회)가 폐지되고 1926년에 군장(군수), 군역소(군청)가 폐지되어 주소에나 쓰는 이름뿐인 존재가 된 일본의 군과는 달리 조선총독부는 군을 폐지하지는 않았다.
광복 이후 미군정은 지방 의회는 해산시켰으나 행정체계 자체는 그대로 활용했고, 대한민국 정부 수립 이후 대한민국 지방자치법이 제정되면서 부를 시로 고친것 이외에는 종전의 제도가 유지되었다. 1952년에 지방선거를 시행하여 시읍면의회가 다시 구성되고, 1956년의 지방선거에서는 민선 시읍면장이 선출되었다.
그러나 5·16 군사 정변을 일으킨 군부세력은 지방의회를 해산시키고 민선 자치단체장을 해임, 지방자치를 정지시켰고 1961년 10월 1일에 시행된 「지방자치에관한임시조치법」에 따라 시군이 지방자치단체가 되었는데(물론 시장·군수는 관선이었고 시군의회는 구성되지 않았으므로 지방자치제는 사실상 폐지되었다), 이로 인해 문제가 발생한다. 군사정권은 단순히 읍면의 법인격과 재산, 사무, 권한 등을 군에 귀속시켰을 뿐 행정구역을 조정하지도 않았고, 읍의 인구가 5만 이상이 되면 시가 되어 군에서 분리되는 제도도 그대로 유지된 탓에 지방자치단체의 구심점이 되어야 할 읍이 시로 승격, 군에서 분리되어 남은 군의 행정 구역은 월경지·위요지 등 기형적인 행정 구역이 발생하고, 분리된 시는 도시화가 진행되어 계속 발전하는데 비해 농어촌인 군은 계속 낙후되어 주민의 생활권은 분리된 시에 종속되었으나 행정 구역이 다른 탓에 시와 군 사이에 지역감정이 발생하기도 하였다. 「지방자치에관한임시조치법」에는 인구 10만 내외로 군을 재획정 한다는 조항이 있으나 실제로는 남양주군과 신안군이 신설되는 등 부분적인 개편이 있었을 뿐 전국적인 행정 구역 재획정은 이루어지지 않았다.
민주화 이후 지방자치제가 부활한 후, 생활권과 행정 구역을 합치시키고 자치단체간에 협조하여 처리해야 할 상·하수도, 교통, 환경 등의 문제에 효율적으로 대처하고 도시와 농어촌 간의 균형발전을 목적으로 지방자치법을 개정, 시에도 읍면을 둘 수 있도록 하고, 1995년의 전국동시지방선거를 앞두고 전국적으로 시와 군의 통합을 추진한다.

### 제1차 행정 구역 개편
제1차 시·군 통합은 각 도의 도지사가 생활권이 같거나 역사적 동질성이 있는 지역을 선정하여 시·군 별로 공청회를 실시, 주민의견조사를 시행하고 해당 시·군의회와 도의회를 의견을 들은 후 내무부에 건의하고, 국회에 통합법안을 제출하여 의결하는 절차로 진행되었다. 다만 통합 결과 인구가 50만 이상이 되는 도시는 대도시문제가 발생할 것을 우려하여 통합 대상에서 제외하였다. 각 도에서 48개 시, 44개 군을 선정하여 통합이 진행되었다.
| 통합대상           | 통합대상 | 통합대상                                                     | 주민의견조사결과 | 주민의견조사결과 | 비고 |
| 도                 | 시 | 군                                                           | 시               | 군               | 비고 |
| ------------------ | --- | ------------------------------------------------------------ | ---------------- | ---------------- | --- |
| 경기도 5시 3군     | 동두천시 | 양주군                                                       | 찬성             | 반대             | |
| 경기도 5시 3군     | 구리시 | 남양주군 진접읍, 별내면, 퇴계원면                            | 찬성             | 반대             | 구리시와의 통합에 반대한 남양주군 3개읍면의 주민의견 재조사 결과 미금시와의 통합에 찬성                                       |
| 경기도 5시 3군     | 미금시 | 남양주군 와부읍, 화도읍, 진건면, 오남면, 수동면              | 찬성             | 찬성             | 구리시와의 통합에 반대한 남양주군 3개읍면의 주민의견 재조사 결과 미금시와의 통합에 찬성                                       |
| 경기도 5시 3군     | 송탄시 | 평택군 서탄면, 진위면                                        | 찬성             | 반대             | |
| 경기도 5시 3군     | 평택시 | 평택군 팽성읍, 오성면, 청북면, 포승면 현덕면, 안중면, 고덕면 | 찬성             | 반대             | |
| 강원도 5시 5군     | 춘천시 | 춘천군                                                       | 찬성             | 찬성             | |
| 강원도 5시 5군     | 원주시 | 원주군                                                       | 찬성             | 찬성             | |
| 강원도 5시 5군     | 강릉시 | 명주군                                                       | 찬성             | 찬성             | |
| 강원도 5시 5군     | 속초시 | 양양군                                                       | 찬성             | 반대             | |
| 강원도 5시 5군     | 삼척시 | 삼척군                                                       | 찬성             | 찬성             | |
| 강원도 5시 5군     | 명주군 옥계면은 동해시와, 삼척군 하장면은 태백시와의 통합 권유 대상이었으나, 주민의견조사 결과 각각 강릉시와 삼척시에 통합 |                                                              |                  |                  | |
| 충청북도 3시 3군   | 청주시 | 청원군                                                       | 찬성             | 반대             | 1995년 당시에 청주시에서는 찬성을 하는 편이였으나, 청원군에서 반대가 심해 무산 이후 3번의 통합 투표 끝에 2014년에 통합되었다. |
| 충청북도 3시 3군   | 충주시 | 중원군                                                       | 찬성             | 찬성             | |
| 충청북도 3시 3군   | 제천시 | 제천군                                                       | 찬성             | 찬성             | |
| 충청남도 5시 5군   | 천안시 | 천안군                                                       | 찬성             | 반대             | |
| 충청남도 5시 5군   | 온양시 | 아산군                                                       | 찬성             | 찬성             | |
| 충청남도 5시 5군   | 공주시 | 공주군                                                       | 찬성             | 찬성             | |
| 충청남도 5시 5군   | 서산시 | 서산군                                                       | 찬성             | 찬성             | |
| 충청남도 5시 5군   | 대천시 | 보령군                                                       | 찬성             | 찬성             | |
| 전라북도 6시 6군   | 이리시 | 익산군                                                       | 찬성             | 반대             | |
| 전라북도 6시 6군   | 군산시 | 옥구군                                                       | 찬성             | 찬성             | |
| 전라북도 6시 6군   | 정주시 | 정읍군                                                       | 찬성             | 찬성             | |
| 전라북도 6시 6군   | 남원시 | 남원군                                                       | 찬성             | 찬성             | |
| 전라북도 6시 6군   | 김제시 | 김제군                                                       | 찬성             | 찬성             | |
| 전라북도 6시 6군   | 전주시 | 완주군                                                       | 찬성             | 반대             | |
| 전라남도 6시 5군   | 여수시 | 여천군 돌산읍, 남면, 삼산면                                  | 반대             | 반대             | 여수시와 여천군 일부의 통합 무산에 따라 여천시와 여천군 일부의 통합도 무산                                                    |
| 전라남도 6시 5군   | 여천시 | 여천군 율촌면, 소라면, 화정면, 화양면                        | -                | -                | 여수시와 여천군 일부의 통합 무산에 따라 여천시와 여천군 일부의 통합도 무산                                                    |
| 전라남도 6시 5군   | 순천시 | 승주군                                                       | 찬성             | 찬성             | |
| 전라남도 6시 5군   | 동광양시 | 광양군                                                       | 반대             | 찬성             | |
| 전라남도 6시 5군   | 나주시 | 나주군                                                       | 찬성             | 찬성             | |
| 전라남도 6시 5군   | 목포시 | 무안군                                                       | 찬성             | 반대             | |
| 경상북도 10시 10군 | 포항시 | 영일군                                                       | 찬성             | 찬성             | |
| 경상북도 10시 10군 | 경주시 | 경주군                                                       | 찬성             | 찬성             | |
| 경상북도 10시 10군 | 안동시 | 안동군                                                       | 찬성             | 찬성             | |
| 경상북도 10시 10군 | 영주시 | 영풍군                                                       | 찬성             | 찬성             | |
| 경상북도 10시 10군 | 김천시 | 금릉군                                                       | 찬성             | 찬성             | |
| 경상북도 10시 10군 | 경산시 | 경산군                                                       | 찬성             | 찬성             | |
| 경상북도 10시 10군 | 상주시 | 상주군                                                       | 찬성             | 찬성             | |
| 경상북도 10시 10군 | 영천시 | 영천군                                                       | 찬성             | 찬성             | |
| 경상북도 10시 10군 | 점촌시 | 문경군                                                       | 찬성             | 찬성             | |
| 경상북도 10시 10군 | 구미시 | 선산군                                                       | 찬성             | 찬성             | |
| 경상남도 8시 7군   | 창원시 | 창원군 동면, 북면, 대산면                                    | 찬성             | 찬성             | |
| 경상남도 8시 7군   | 마산시 | 창원군 내서면, 구산면, 진동면, 진북면, 진전면                | 찬성             | 찬성             | |
| 경상남도 8시 7군   | 진주시 | 진양군                                                       | 찬성             | 찬성             | |
| 경상남도 8시 7군   | 김해시 | 김해군                                                       | 찬성             | 반대             | |
| 경상남도 8시 7군   | 충무시 | 통영군                                                       | 찬성             | 찬성             | |
| 경상남도 8시 7군   | 삼천포시 | 사천군                                                       | 찬성             | 반대             | |
| 경상남도 8시 7군   | 장승포시 | 거제군                                                       | 찬성             | 찬성             | |
| 경상남도 8시 7군   | 밀양시 | 밀양군                                                       | 찬성             | 찬성             | |

주민의견조사 결과 33개시, 32개군이 통합에 찬성하였으며, 1994년 8월 3일에 「경기도남양주시등33개도농복합형태의시설치등에관한법률」이 제정되어 1995년 1월 1일자로 33개시, 32개군이 폐지되고 33개 도농복합형태의 시가 설치되었다.

### 제2차 행정 구역 개편
다음으로 경상남도 양산군·김해군·진해시 각 일부를 부산광역시에, 달성군을 대구광역시에, 강화군·옹진군을 인천광역시에 편입함으로써 기존 직할시의 광역화 및 울산광역시 신설, 1차 통합에 무산된 지역의 통합을 재추진 하였다(서울 및 광역시의 자치구 신설과 경기도를 경기남도·경기북도로 분리할 것도 논의되었으나, 이 문서에서는 다루지 않는다). 그러나 부산광역시 확장과 울산광역시 신설은 경상남도의 강력한 반발에 부딪혀 양산군 동부 5개읍면만이 부산광역시에 편입되고, 울산광역시 설치는 보류되어 울산시·울산군을 우선 통합하고 광역시 승격은 이후에 다시 추진하게 되었다. 1차 통합에 무산된 지역 중에서는 시청 위치에 합의한 동광양시·광양군의 통합만이 이루어졌다.
1994년 12월 22일에 제정된 「전라남도광양시등2개도농복합형태의시설치등에관한법률」에 따라 1995년 1월 1일자로 동광양시·광양군·울산시·울산군이 폐지되고 도농복합형태의 광양시·울산시가 설치되었으며, 같은날 제정된 「서울특별시광진구등9개자치구설치및특별시·광역시·도간관할구역변경등에관한법률」에 따라 1995년 3월 1일자로 경남 양산군 기장읍·장안읍·일광면·정관면·철마면이 부산광역시에, 경북 달성군이 대구광역시에, 경기 강화군·옹진군이 인천광역시에 편입되었다.

### 제3차 행정 구역 개편
1995년 6월 27일에 있을 대한민국 제1회 지방 선거를 앞두고, 1차 통합에 무산된 지역의 통합이 재추진되었다.
| 통합대상         | 통합대상      | 통합대상      | 주민의견조사결과 | 주민의견조사결과 | 비고 |
| 도               | 시            | 군            | 시               | 군               | 비고 |
| ---------------- | ------------- | ------------- | ---------------- | ---------------- | --- |
| 경기도 2시 1군   | 송탄시 평택시 | 평택군        | 찬성             | 찬성             | |
| 강원도 1시 1군   | 속초시        | 양양군        | 찬성             | 반대             | |
| 충청북도 1시 1군 | 청주시        | 청원군        | 찬성             | 반대             | 1995년 당시에 청주시에서는 찬성을 하는 편이였으나, 청원군에서 반대가 심해 무산 이후 3번의 통합 투표 끝에 2014년에 통합되었다. |
| 충청남도 1시 1군 | 천안시        | 천안군        | 찬성             | 찬성             | |
| 전라북도 2시 2군 | 이리시        | 익산군        | 찬성             | 찬성             | |
| 전라북도 2시 2군 | 전주시        | 완주군        | 찬성             | 반대             | |
| 전라남도 3시 3군 | 여수시 여천시 | 여천군        | 반대             | 반대             | |
| 전라남도 3시 3군 | 목포시        | 무안군 신안군 | 찬성             | 반대             | |
| 경상남도 2시 2군 | 삼천포시      | 사천군        | 찬성             | 찬성             | |
| 경상남도 2시 2군 | 김해시        | 김해군        | 찬성             | 찬성             | |

주민의견조사 결과 6개시, 5개군이 통합에 찬성하였으며, 1995년 5월 10일에 제정된 「경기도평택시등5개도농복합형태의시설치등에관한법률」에 따라 당일 6개시, 5개군이 폐지되고 5개의 도농복합형태의 시가 설치되었다.

### 이후
법률에 의해 군 중에서 읍 지역의 인구가 5만 명 이상이 넘으면 군을 폐지하고 도농복합형태의 시가 설치되는 제도가 시행되었다.
- 1995년 12월 6일에 제정된 <경기도파주시등5개도농복합형태의시설치등에관한법률>에 의해 1996년 3월 1일 자로 파주군·이천군·용인군·논산군·양산군이 각각 폐지되고 도농복합형태의 파주시·이천시·용인시·논산시·양산시가 설치되었다.
- 1996년 12월 31일에 제정된 <울산광역시설치등에관한법률>에 의해 1997년 7월 15일자로 울산시가 폐지되고 도농복합형태의 울산광역시가 설치되었다.
- 1997년 12월 17일에 제정된 <경기도안성시등2개도농복합형태의시설치등에관한법률>에 의해 1998년 4월 1일자로 안성군·김포군이 각각 폐지되고 도농복합형태의 안성시·김포시가 설치되었고, 같은날 제정된 <전라남도여수시도농복합형태의시설치등에관한법률>에 의해 같은날 여수시·여천시·여천군이 각각 폐지되고 도농복합형태의 여수시가 설치되었다.
- 2000년 12월 20일에 제정된 <경기도화성시등2개도농복합형태의시설치등에관한법률>에 의해 2001년 3월 21일자로 화성군·광주군이 각각 폐지되고 도농복합형태의 화성시·광주시가 설치되었다.
- 2003년 7월 18일에 제정된 <충청남도계룡시도농복합형태의시설치등에관한법률>에 의해 2003년 9월 19일자로 충청남도직할 계룡출장소의 관할 구역(논산시 두마면)에 도농복합형태의 계룡시가 설치되고, 같은날 제정된 <경기도양주시·포천시도농복합형태의시설치등에관한법률>에 의해 2003년 10월 19일자로 양주군·포천군이 각각 폐지되고 도농복합형태의 양주시·포천시가 설치되었다.
- 2006년 2월 21일에 제정된 <제주특별자치도 설치 및 국제자유도시 조성을 위한 특별법>에 의해 2006년 7월 1일자로 제주시·서귀포시·북제주군·남제주군이 폐지되고 <제주특별자치도 행정시와 읍·면·동 및 리의 명칭과 구역에 관한 조례>에 의해 도농복합형태의 제주시·서귀포시가 설치되었다.
- 2010년 3월 12일에 제정된 <경상남도 창원시 설치 및 지원특례에 관한 법률>에 의해 2010년 7월 1일자로 창원시·마산시·진해시가 각각 폐지되고 도농복합형태의 창원시가 설치되었다.
- 2010년 12월 27일에 제정된 <세종특별자치시 설치 등에 관한 특별법>에 의해 2012년 7월 1일자로 연기군이 폐지되고, 종전의 연기군과 공주군 일부, 청원군 일부를 관할로 도농복합형태의 세종특별자치시가 설치되었다.
- 2011년 8월 4일에 제정된 <충청남도 당진시 도농복합형태의 시 설치 등에 관한 법률>에 의해 2012년 1월 1일자로 당진군이 폐지되고 도농복합형태의 당진시가 설치되었다.
- 2013년 1월 23일에 제정된 <충청북도 청주시 설치 및 지원특례에 관한 법률>에 의해 2014년 7월 1일자로 청주시·청원군이 각각 폐지되고 도농복합형태의 청주시가 설치되었다.
- 2013년 6월 4일에 제정된 <경기도 여주시 도농복합형태의 시 설치 등에 관한 법률>에 의해 2013년 9월 23일자로 여주군이 폐지되고 도농복합형태의 여주시가 설치되었다.

## 도농복합 형태의 시
- 1995년 1월 1일 32개의 도농복합시가 탄생한 이후, 2013년 9월 23일 여주시, 2014년 7월 1일 통합 청주시가 출범하면서 56개의 도농복합시가 탄생했다[3].

- <계룡시 설치에 관한 특별법>에 의거하여 충청남도 논산시에서 분리되어 승격한 계룡시와 <세종특별자치시 설치 등에 관한 특별법>에 의거하여 탄생한 세종특별자치시를 제외한 대부분의 도농복합시는 <도농복합형태의 시 설치 등에 관한 법률>에 의거하여 탄생하였다.

- 아래 열거된 시들은 도농복합 형태의 시이다. 시명 뒤에 있는 괄호 안의 도시(시)와 농촌(군)이 합쳐져서 도농복합 형태의 시가 탄생했다. 괄호가 없는 경우에는 군이었던 지역이 시로 승격한 경우이며 군이었을 때의 지역명은 시로 승격했을 때와 동일하다. 단, 충청남도 계룡시는 시 승격 이전에는 충청남도 논산시 두마면이었다.

| 급           | 지역           | 날짜             | 도시이름       | 대상 (설치 당시)                                                                               | 비고                                                                                  |
| ------------ | -------------- | ---------------- | -------------- | ---------------------------------------------------------------------------------------------- | ------------------------------------------------------------------------------------- |
| 광역자치단체 | 영남           | 1995년 3월 1일   | 부산광역시     | 부산광역시 + 양산군 일부 + 김해군 일부                                                         | 1995년 1월 1일에 직할시에서 광역시로 명칭이 개칭되었다.                               |
| 광역자치단체 | 영남           | 1995년 3월 1일   | 대구광역시     | 대구광역시 + 달성군                                                                            | 1995년 1월 1일에 직할시에서 광역시로 명칭이 개칭되었다.                               |
| 광역자치단체 | 영남           | 2023년 7월 1일   | 대구광역시     | 대구광역시 + 군위군                                                                            | 1995년 1월 1일에 직할시에서 광역시로 명칭이 개칭되었다.                               |
| 광역자치단체 | 영남           | 1995년 3월 1일   | 울산광역시     | 경상남도 울산시 + 울산군                                                                       | 통합 당시에는 경상남도 울산시였다.                                                    |
| 광역자치단체 | 경기           | 1995년 3월 1일   | 인천광역시     | 인천광역시 + 강화군 + 옹진군(대부면 제외) + 경기도 김포군 검단면                               | 1995년 1월 1일에 직할시에서 광역시로 명칭이 개칭되었다.                               |
| 광역자치단체 | 충청           | 2012년 7월 1일   | 세종특별자치시 | 충청남도 연기군 + 공주시 장기면 일부 + 의당면 일부 + 반포면 일부 + 충청북도 청원군 부용면 일부 | 빈칸                                                                                  |
| 기초자치단체 | 경기도         | 1995년 1월 1일   | 남양주시       | 미금시 + 남양주군                                                                              | 빈칸                                                                                  |
| 기초자치단체 | 경기도         | 1995년 5월 10일  | 평택시         | 송탄시 + 평택시 + 평택군                                                                       | 빈칸                                                                                  |
| 기초자치단체 | 경기도         | 1996년 3월 1일   | 용인시         | 용인군                                                                                         | 빈칸                                                                                  |
| 기초자치단체 | 경기도         | 1996년 3월 1일   | 이천시         | 이천군                                                                                         | 빈칸                                                                                  |
| 기초자치단체 | 경기도         | 1996년 3월 1일   | 파주시         | 파주군                                                                                         | 빈칸                                                                                  |
| 기초자치단체 | 경기도         | 1998년 4월 1일   | 안성시         | 안성군                                                                                         | 빈칸                                                                                  |
| 기초자치단체 | 경기도         | 1998년 4월 1일   | 김포시         | 김포군                                                                                         | 빈칸                                                                                  |
| 기초자치단체 | 경기도         | 2001년 3월 21일  | 광주시         | 광주군                                                                                         | 빈칸                                                                                  |
| 기초자치단체 | 경기도         | 2001년 3월 21일  | 화성시         | 화성군                                                                                         | 빈칸                                                                                  |
| 기초자치단체 | 경기도         | 2003년 10월 19일 | 포천시         | 포천군                                                                                         | 빈칸                                                                                  |
| 기초자치단체 | 경기도         | 2003년 10월 19일 | 양주시         | 양주군                                                                                         | 빈칸                                                                                  |
| 기초자치단체 | 경기도         | 2013년 9월 23일  | 여주시         | 여주군                                                                                         | 빈칸                                                                                  |
| 기초자치단체 | 강원도         | 1995년 1월 1일   | 강릉시         | 강릉시 + 명주군                                                                                | 빈칸                                                                                  |
| 기초자치단체 | 강원도         | 1995년 1월 1일   | 춘천시         | 춘천시 + 춘천군                                                                                | 빈칸                                                                                  |
| 기초자치단체 | 강원도         | 1995년 1월 1일   | 원주시         | 원주시 + 원주군                                                                                | 빈칸                                                                                  |
| 기초자치단체 | 강원도         | 1995년 1월 1일   | 삼척시         | 삼척시 + 삼척군                                                                                | 빈칸                                                                                  |
| 기초자치단체 | 충청북도       | 1995년 1월 1일   | 충주시         | 충주시 + 중원군                                                                                | 빈칸                                                                                  |
| 기초자치단체 | 충청북도       | 1995년 1월 1일   | 제천시         | 제천시 + 제천군                                                                                | 빈칸                                                                                  |
| 기초자치단체 | 충청북도       | 2014년 7월 1일   | 청주시         | 청주시 + 청원군                                                                                | 빈칸                                                                                  |
| 기초자치단체 | 충청남도       | 1995년 1월 1일   | 공주시         | 공주시 + 공주군                                                                                | 빈칸                                                                                  |
| 기초자치단체 | 충청남도       | 1995년 1월 1일   | 보령시         | 대천시 + 보령군                                                                                | 빈칸                                                                                  |
| 기초자치단체 | 충청남도       | 1995년 1월 1일   | 서산시         | 서산시 + 서산군                                                                                | 빈칸                                                                                  |
| 기초자치단체 | 충청남도       | 1995년 1월 1일   | 아산시         | 온양시 + 아산군                                                                                | 빈칸                                                                                  |
| 기초자치단체 | 충청남도       | 1995년 5월 10일  | 천안시         | 천안시 + 천안군                                                                                | 빈칸                                                                                  |
| 기초자치단체 | 충청남도       | 1996년 3월 1일   | 논산시         | 논산군                                                                                         | 빈칸                                                                                  |
| 기초자치단체 | 충청남도       | 2003년 9월 19일  | 계룡시         | 논산시 두마면                                                                                  | 빈칸                                                                                  |
| 기초자치단체 | 충청남도       | 2012년 1월 1일   | 당진시         | 당진군                                                                                         | 빈칸                                                                                  |
| 기초자치단체 | 전라북도       | 1995년 1월 1일   | 군산시         | 군산시 + 옥구군                                                                                | 빈칸                                                                                  |
| 기초자치단체 | 전라북도       | 1995년 1월 1일   | 김제시         | 김제시 + 김제군                                                                                | 빈칸                                                                                  |
| 기초자치단체 | 전라북도       | 1995년 1월 1일   | 남원시         | 남원시 + 남원군                                                                                | 빈칸                                                                                  |
| 기초자치단체 | 전라북도       | 1995년 1월 1일   | 정읍시         | 정주시 + 정읍군                                                                                | 빈칸                                                                                  |
| 기초자치단체 | 전라북도       | 1995년 5월 10일  | 익산시         | 이리시 + 익산군                                                                                | 빈칸                                                                                  |
| 기초자치단체 | 전라남도       | 1995년 1월 1일   | 순천시         | 순천시 + 승주군                                                                                | 빈칸                                                                                  |
| 기초자치단체 | 전라남도       | 1995년 1월 1일   | 광양시         | 동광양시 + 광양군                                                                              | 빈칸                                                                                  |
| 기초자치단체 | 전라남도       | 1995년 1월 1일   | 나주시         | 나주시 + 나주군                                                                                | 빈칸                                                                                  |
| 기초자치단체 | 전라남도       | 1998년 4월 1일   | 여수시         | 여수시 + 여천시 + 여천군                                                                       | 빈칸                                                                                  |
| 기초자치단체 | 경상북도       | 1995년 1월 1일   | 포항시         | 포항시 + 영일군                                                                                | 빈칸                                                                                  |
| 기초자치단체 | 경상북도       | 1995년 1월 1일   | 구미시         | 구미시 + 선산군                                                                                | 빈칸                                                                                  |
| 기초자치단체 | 경상북도       | 1995년 1월 1일   | 경산시         | 경산시 + 경산군                                                                                | 빈칸                                                                                  |
| 기초자치단체 | 경상북도       | 1995년 1월 1일   | 경주시         | 경주시 + 경주군                                                                                | 빈칸                                                                                  |
| 기초자치단체 | 경상북도       | 1995년 1월 1일   | 김천시         | 김천시 + 금릉군                                                                                | 빈칸                                                                                  |
| 기초자치단체 | 경상북도       | 1995년 1월 1일   | 문경시         | 점촌시 + 문경군                                                                                | 빈칸                                                                                  |
| 기초자치단체 | 경상북도       | 1995년 1월 1일   | 상주시         | 상주시 + 상주군                                                                                | 빈칸                                                                                  |
| 기초자치단체 | 경상북도       | 1995년 1월 1일   | 안동시         | 안동시 + 안동군                                                                                | 빈칸                                                                                  |
| 기초자치단체 | 경상북도       | 1995년 1월 1일   | 영주시         | 영주시 + 영풍군                                                                                | 빈칸                                                                                  |
| 기초자치단체 | 경상북도       | 1995년 1월 1일   | 영천시         | 영천시 + 영천군                                                                                | 빈칸                                                                                  |
| 기초자치단체 | 경상남도       | 1995년 1월 1일   | 거제시         | 장승포시 + 거제군                                                                              | 빈칸                                                                                  |
| 기초자치단체 | 경상남도       | 1995년 1월 1일   | 밀양시         | 밀양시 + 밀양군                                                                                | 빈칸                                                                                  |
| 기초자치단체 | 경상남도       | 1995년 1월 1일   | 진주시         | 진주시 + 진양군                                                                                | 빈칸                                                                                  |
| 기초자치단체 | 경상남도       | 1995년 1월 1일   | 통영시         | 충무시 + 통영군                                                                                | 빈칸                                                                                  |
| 기초자치단체 | 경상남도       | 1995년 5월 10일  | 김해시         | 김해시 + 김해군                                                                                | 빈칸                                                                                  |
| 기초자치단체 | 경상남도       | 1995년 5월 10일  | 사천시         | 삼천포시 + 사천군                                                                              | 빈칸                                                                                  |
| 기초자치단체 | 경상남도       | 1996년 3월 1일   | 양산시         | 양산군                                                                                         | 빈칸                                                                                  |
| 기초자치단체 | 경상남도       | 2010년 7월 1일   | 창원시         | 창원시 + 마산시 + 진해시                                                                       | 1995년에 창원군이 각각 마산시, 창원시로 분리되었고 이후 2010년에 창원시로 통합되었다. |
| 행정시       | 제주특별자치도 | 2006년 7월 1일   | 제주시         | 제주시 + 북제주군                                                                              | 빈칸                                                                                  |
| 행정시       | 제주특별자치도 | 2006년 7월 1일   | 서귀포시       | 서귀포시 + 남제주군                                                                            | 빈칸                                                                                  |

## 역대 연도별 도농복합시 목록
| 통합일           | 도시명                  | 통합 전 시명                                    | 통합 전 군명                    |
| ---------------- | ----------------------- | ----------------------------------------------- | ------------------------------- |
| 1995년 1월 1일   | 경기도 남양주시         | 미금시 (渼金市)                                 | 남양주군 (南楊州郡)             |
| 1995년 1월 1일   | 강원도 춘천시           | 춘천시 (春川市)                                 | 춘천군 (春川郡)                 |
| 1995년 1월 1일   | 강원도 원주시           | 원주시 (原州市)                                 | 원주군 (原州郡)                 |
| 1995년 1월 1일   | 강원도 강릉시           | 강릉시 (江陵市)                                 | 명주군 (溟州郡)                 |
| 1995년 1월 1일   | 강원도 삼척시           | 삼척시 (三陟市)                                 | 삼척군 (三陟郡)                 |
| 1995년 1월 1일   | 충청북도 충주시         | 충주시 (忠州市)                                 | 중원군 (中原郡)                 |
| 1995년 1월 1일   | 충청북도 제천시         | 제천시 (堤川市)                                 | 제천군 (堤川郡)                 |
| 1995년 1월 1일   | 충청남도 공주시         | 공주시 (公州市)                                 | 공주군 (公州郡)                 |
| 1995년 1월 1일   | 충청남도 보령시         | 대천시 (大川市)                                 | 보령군 (保寧郡)                 |
| 1995년 1월 1일   | 충청남도 아산시         | 온양시 (溫陽市)                                 | 아산군 (牙山郡)                 |
| 1995년 1월 1일   | 충청남도 서산시         | 서산시 (瑞山市)                                 | 서산군 (瑞山郡)                 |
| 1995년 1월 1일   | 전라북도 군산시         | 군산시 (群山市)                                 | 옥구군 (沃溝郡)                 |
| 1995년 1월 1일   | 전라북도 정읍시         | 정주시 (井州市)                                 | 정읍군 (井邑郡)                 |
| 1995년 1월 1일   | 전라북도 남원시         | 남원시 (南原市)                                 | 남원군 (南原郡)                 |
| 1995년 1월 1일   | 전라북도 김제시         | 김제시 (金堤市)                                 | 김제군 (金堤郡)                 |
| 1995년 1월 1일   | 전라남도 순천시         | 순천시 (順天市)                                 | 승주군 (昇州郡)                 |
| 1995년 1월 1일   | 전라남도 나주시         | 나주시 (羅州市)                                 | 나주군 (羅州郡)                 |
| 1995년 1월 1일   | 전라남도 광양시         | 동광양시 (東光陽市)                             | 광양군 (光陽郡)                 |
| 1995년 1월 1일   | 경상북도 포항시         | 포항시 (浦項市)                                 | 영일군 (迎日郡)                 |
| 1995년 1월 1일   | 경상북도 경주시         | 경주시 (慶州市)                                 | 경주군 (慶州郡)                 |
| 1995년 1월 1일   | 경상북도 김천시         | 김천시 (金泉市)                                 | 금릉군 (金陵郡)                 |
| 1995년 1월 1일   | 경상북도 안동시         | 안동시 (安東市)                                 | 안동군 (安東郡)                 |
| 1995년 1월 1일   | 경상북도 구미시         | 구미시 (龜尾市)                                 | 선산군 (善山郡)                 |
| 1995년 1월 1일   | 경상북도 영주시         | 영주시 (榮州市)                                 | 영풍군 (榮豊郡)                 |
| 1995년 1월 1일   | 경상북도 영천시         | 영천시 (永川市)                                 | 영천군 (永川郡)                 |
| 1995년 1월 1일   | 경상북도 상주시         | 상주시 (尙州市)                                 | 상주군 (尙州郡)                 |
| 1995년 1월 1일   | 경상북도 문경시         | 점촌시 (店村市)                                 | 문경군 (聞慶郡)                 |
| 1995년 1월 1일   | 경상북도 경산시         | 경산시 (慶山市)                                 | 경산군 (慶山郡)                 |
| 1995년 1월 1일   | 경상남도 창원시         | 창원시 (昌原市)                                 | 창원군 (昌原郡)                 |
| 1995년 1월 1일   | 경상남도 마산시         | 마산시 (馬山市)                                 | 창원군 (昌原郡)                 |
| 1995년 1월 1일   | 경상남도 진주시         | 진주시 (晋州市)                                 | 진양군 (晋陽郡)                 |
| 1995년 1월 1일   | 경상남도 통영시         | 충무시 (忠武市)                                 | 통영군 (統營郡)                 |
| 1995년 1월 1일   | 경상남도 밀양시         | 밀양시 (密陽市)                                 | 밀양군 (密陽郡)                 |
| 1995년 1월 1일   | 경상남도 거제시         | 장승포시 (長承浦市)                             | 거제군 (巨濟郡)                 |
| 1995년 3월 1일   | 부산광역시              | 부산광역시 (釜山廣域市)                         | 기장군 (機張郡)                 |
| 1995년 3월 1일   | 대구광역시              | 대구광역시 (大邱廣域市)                         | 달성군 (達城郡)                 |
| 1995년 3월 1일   | 인천광역시              | 인천광역시 (仁川廣域市)                         | 강화군 (江華郡) 옹진군 (甕津郡) |
| 1995년 5월 10일  | 경기도 평택시           | 송탄시 (松炭市) 평택시 (平澤市)                 | 평택군 (平澤郡)                 |
| 1995년 5월 10일  | 충청남도 천안시         | 천안시 (天安市)                                 | 천안군 (天安郡)                 |
| 1995년 5월 10일  | 전라북도 익산시         | 이리시 (裡里市)                                 | 익산군 (益山郡)                 |
| 1995년 5월 10일  | 경상남도 사천시         | 삼천포시 (三千浦市)                             | 사천군 (泗川郡)                 |
| 1995년 5월 10일  | 경상남도 김해시         | 김해시 (金海市)                                 | 김해군 (金海郡)                 |
| 1996년 3월 1일   | 경기도 용인시           | 빈칸                                            | 용인군 (龍仁郡)                 |
| 1996년 3월 1일   | 경기도 파주시           | 빈칸                                            | 파주군 (坡州郡)                 |
| 1996년 3월 1일   | 경기도 이천시           | 빈칸                                            | 이천군 (利川郡)                 |
| 1996년 3월 1일   | 충청남도 논산시         | 빈칸                                            | 논산군 (論山郡)                 |
| 1996년 3월 1일   | 경상남도 양산시         | 빈칸                                            | 양산군 (梁山郡)                 |
| 1997년 7월 15일  | 울산광역시              | 울산시 (蔚山市)                                 | 울주군 (蔚州郡)                 |
| 1998년 4월 1일   | 경기도 안성시           | 빈칸                                            | 안성군 (安城郡)                 |
| 1998년 4월 1일   | 경기도 김포시           | 빈칸                                            | 김포군 (金浦郡)                 |
| 1998년 4월 1일   | 전라남도 여수시         | 여수시 (麗水市) 여천시 (麗川市)                 | 여천군 (麗川郡)                 |
| 2001년 3월 21일  | 경기도 화성시           | 빈칸                                            | 화성군 (華城郡)                 |
| 2001년 3월 21일  | 경기도 광주시           | 빈칸                                            | 광주군 (廣州郡)                 |
| 2003년 10월 19일 | 경기도 양주시           | 빈칸                                            | 양주군 (楊州郡)                 |
| 2003년 10월 19일 | 경기도 포천시           | 빈칸                                            | 포천군 (抱川郡)                 |
| 2006년 7월 1일   | 제주특별자치도 제주시   | 제주시 (濟州市)                                 | 북제주군 (北濟州郡)             |
| 2006년 7월 1일   | 제주특별자치도 서귀포시 | 서귀포시 (西歸浦市)                             | 남제주군 (南濟州郡)             |
| 2010년 7월 1일   | 경상남도 창원시         | 창원시 (昌原市) 마산시 (馬山市) 진해시 (鎭海市) | 빈칸                            |
| 2012년 1월 1일   | 충청남도 당진시         | 빈칸                                            | 당진군 (唐津郡)                 |
| 2012년 7월 1일   | 세종특별자치시          | 빈칸                                            | 충청남도 연기군 (燕岐郡)        |
| 2013년 9월 23일  | 경기도 여주시           | 빈칸                                            | 여주군 (驪州郡)                 |
| 2014년 7월 1일   | 충청북도 청주시         | 청주시 (淸州市)                                 | 청원군 (淸原郡)                 |